# Warszyce
Warszyce – wieś w Polsce położona w województwie łódzkim, w powiecie zgierskim, w gminie Zgierz.
Przez miejscowość przebiega droga wojewódzka nr 702.
W latach 1975–1998 miejscowość administracyjnie należała do ówczesnego województwa łódzkiego.
9 września 1939 żołnierze Wehrmachtu w trakcie zajmowania wsi zamordowali 11 osób cywilnych (nazwiska ofiar zostały ustalone), 11 września zastrzelili Feliksa Chudzińskiego.